# Vicent Usó i Mezquita
Vicent Usó i Mezquita (Vila-real, 1963) és un escriptor valencià. Llicenciat en història contemporània, ha conreat el periodisme (com a crític literari, periodista cultural i columnista d'opinió) i els guions de cinema i televisió, i ha traduït i adaptat (amb Hadi Kurich) obres clàssiques de teatre. Però la seua activitat principal com a escriptor ha estat la narrativa i especialment la novel·la.

## Trajectòria literària
El seu debut com a narrador es produeix el 1992 amb "La cançó de la terra estimada", una història que tracta sobre el retorn de l'exili amb la Guerra Civil al fons. Tres anys més tard, publica "I en els arbres i en el vent", on s'homenatja la infantesa de l'autor, el món rural de Vila-real i sobretot la figura de l'avi. Aquestes dues novel·les breus són guardonades amb el premi Ciutat de Vila-real. En 2002, l'editorial Brosquil va reunir-les en un únic volum, "La memòria del vent".
El 1995, publica "La mirada de Nicodemus" a l'editorial 3i4 (obra que, en 2017 es tornarà a publicar sota el títol de "La mirada de Michelangelo"). Es tracta d'una novel·la d'intriga al voltant de la construcció de la catedral de Sant Pere de Roma i que se centra en la figura de Michelangelo Buonarroti. Després, publica "Tan oberta com sempre", una novel·la que, encara que se situa de ple dins del gènere eròtic, utilitza elements de la novel·la d'intriga, de la novel·la psicològica i de la novel·la negra. En 2000 apareix "Maig era un mes sense pluja", però és amb "La taverna del Cau de la ÇLluna" que, en paraules de Manel García Grau, Usó es consolida com a narrador. Amb la següent novel·la -"L'herència del vent del sud"-, reprén el tema de la Postguerra amb un tractament coral i una trama que barreja les situacions còmiques amb la tragèdia més profunda. La següent, "Crònica de la devastació", guanya el premi Andròmina de narrativa i suposa una incursió molt poetitzada sobre les raons profundes de totes les guerres.
En els anys 2004 i 2008 queda finalista del premi Sant Jordi de narrativa, amb dues obres, "Les ales enceses" i "El músic del bulevard Rossini", de registres molt diferents. En la primera, explica les peripècies d'un joglar que es guanya la vida explicant històries per les places dels pobles i ho fa en un registre que barreja un llenguatge elevat i la intenció de reflectir l'oralitat, alhora que mostra els recursos de què es valen els escriptors per a explicar les històries. En la segona, explica la història d'un virtuós del violí que acaba en mans d'una màfia que l'obliga a guanyar-se la vida tocant al carrer, però ho fa a través d'un narrador que no es limita a exposar els fets sinó que apel·la al lector i fa reflexions sobre els fets que relata i els personatges.
En l'estiu de 2016, publica, dins la col·lecció "Llegir en valencià", de la Fundació Bromera, la novel·la breu "L'anarquista imprevist", centrada en la figura d'un fogoner del tren de vapor La Panderola que tan sols aspira a casar-se amb la seua promesa, però que es veurà involucrat en la lluita dels obrers anarquistes i fins i tot en l'intent d'assassinat d'una infanta reial. "La retratista d'ànimes", publicada en 2016, suposa la primera incursió de Vicent Usó en la narrativa juvenil. Explica una història ambientada en l'època de la Tercera Guerra Carlina, però se centra en la figura d'un retratista ambulant que, a més de fotografiar els vius, és capaç de retratar també les ànimes dels difunts. L'obra va guanyar el premi Vila de Catarroja de narrativa juvenil, 2015. En 2017, de nou dins la campanya "Llegir en valencià", publica la novel·la breu "El toll Blau", ambientada a Morella i protagonitzada per Henri Coquand, l'il·lustre paleontòleg francès. En 2018, apareix "El paradís a les fosques", la història d'una família en què els silencis han pesat massa i durant massa temps, però també una crida a reflexionar sobre l'èxit i el preu que estem disposats a pagar per aconseguir-lo.
En 1999 comença a col·laborar de manera continuada amb el suplement Cuadernos del diari Mediterráneo, on s'ocupa de la divulgació de la literatura catalana. Publica entrevistes amb autors com Jaume Cabré, Joan Francesc Mira, Jesús Moncada, entre d'altres; ressenyes de les novetats que es publiquen tant de poesia, de narrativa com d'assaig; notícies, etc. Més tard, col·labora amb el diari Avui i amb les revistes Caràcters i Lletres Valencianes, també fent crítica literària. Des de 2013, imparteix un Taller d'Escriptura Narrativa a través de la UNED. En 2017, publica "L'arquitectura de la ficció. Claus per escriure narrativa", un compendi de les tècniques i recursos que fan servir els autors de narrativa de ficció.
Segons l'escriptora Esperança Camps, "cada una de les novel·les de Vicent Usó és un desafiament a les lleis de la termodinàmica. Un desafiament a l'ofici d'escriptor. Un desafiament a l'ofici de lector. Cada novel·la de Vicent són cròniques, són ales, són mans que no són de ningú però descriuen vides". Segons l'escriptor Vicent Pallarés, l'estil de Vicent Usó el configuren "l'originalitat dels arguments; l'agilitat trepidant amb què discorren els fets; la facilitat per a dibuixar els escenaris de l'acció, crear l'ambient que respira el lector i el clima per on transiten els personatges; l'estratègia que empra per presentar-los, gairebé mai mitjançant la descripció física exhaustiva, sinó tan sols amb breus pinzellades ben definides i obligant el lector a imaginar-se'n la psicologia, o la personalitat, a partir de les seves accions; i, sobretot, el domini del lèxic i de l'arquitectura narrativa".
És membre de l'AELC, d'El Pont. Cooperativa de Lletres i de l'Associació Cultural Socarrats. En febrer de 2017, l'Associació Cultural Socarrats li concedeix el premi Socarrat Major 2017.

## Obres: novel·la
- La cançó de la terra estimada (1992)
- I en els arbres i en el vent (1995)
- La mirada de Nicodemus (1997)
- Tan oberta com sempre (1998)
- La taverna del Cau de la Lluna (2001)
- La memòria del vent (2002)
- L'herència del vent del sud (2002)
- Crònica de la devastació (2003)
- Les ales enceses (2004) finalista del Premi Sant Jordi.
- Els inconvenients de la felicitat (2006)
- El músic del bulevard Rossini (2009) finalista del Premi Sant Jordi.
- La mà de ningú (2011)
- Les veus i la boira (2015)
- L'anarquista imprevist (2016)
- La retratista d'ànimes (2016)
- El toll Blau (2017)
- El paradís a les fosques (2018)

## Obres: assaig
- L'arquitectura de la ficció (2017)

## Premis literaris
- [20] Ciutat de Vila-real de narrativa, 1992: La cançó de la terra estimada
- [20] Ciutat de Vila-real de narrativa, 1995: I en els arbres i en el vent
- [21] Ciutat d'Elx de narrativa, 1995: La mirada de Nicodemus
- [22] Premi de narrativa breu Amadeu Pi 1996 (ex aequo), a Falset, pel conte "El protagonista".
- [22] Premi de relats breus de Montroig 1996 pel conte "Blanca i bruna la noia".
- [22] Universitat de Lleida de novel·la de gènere, 1997: Tan oberta com sempre
- [20] Premi Rafael Comenge de narrativa breu 1998 pel conte "Susanna i els vells".
- [23] Ulisses de narrativa, 2000: La taverna del cau de la lluna
- Fiter i Rossell, 2001: L'herència del vent del sud[cal citació]
- [22] Crítica de l'Institut Interuniversitari de Filologia Valenciana, 2002: La taverna del cau de la lluna
- [24] Premis Octubre-Andròmina de narrativa, 2002: Crònica de la devastació
- [25] Premi de la Crítica dels Escriptors Valencians de narrativa, 2003: Crònica de la devastació
- [26] Finalista del premi Sant Jordi de novel·la, 2004: Les ales enceses
- [27] Finalista del premi Sant Jordi de novel·la, 2008: El músic del bulevard Rossini
- [8] Premi València - Alfons el Magnànim de novel·la, 2015: Les veus i la boira
- [28] Premi Vila de Catarroja de narrativa juvenil, 2015: La retratista d'ànimes
- [29]Premi Enric Valor de novel·la, 2017: El paradís a les fosques
- [30] Premi de la Crítica dels Escriptors Valencians de narrativa, 2019: El paradís a les fosques (Bromera)

## Adaptacions teatrals
- [31] Amb Hadi Kurich: Adaptació lliure en català del Tartuf, de Moliére, per al Centre Dramàtic de Vila-real. Estrenada a Vila-real, Auditori, 25 de maig de 2013.
- [32] Amb Hadi Kurich: Adaptació lliure en català de Marguerite Gautier, la dama de les camèlies, d'Alexandre Dumas, fill, per al Centre Dramàtic de Vila-real. Estrenada a Vila-real, Auditori, 14 de març de 2015.